# Paar (rzeka)
Paar – rzeka w południowych Niemczech (w Bawarii), prawy dopływ Dunaju. Długość – 134 km.
Źródła Paar leżą na wzgórzach morenowych na północ od jeziora Ammersee w centralnej części Wyżyny Bawarskiej, skąd rzeka płynie na północ równolegle do rzeki Lech. Koło miasta Friedberg Paar skręca na północny wschód i przebija się przełomem wstecznym przez wzgórza. Uchodzi do Dunaju niedaleko wsi Manching. Ujście jest sztuczne, poprzednie leżało 6 km na zachód.